# 劉畊宏
劉畊宏（1972年10月7日—），臺灣男藝人、演員、歌手、主持人，男子團體“咻比嘟哗”成员。

## 個人生活
刘畊宏从18岁开始接触健身，拥有30多年的健身经验，其健身的最初目的是为了保护自己。刘畊宏曾表示他16岁时可以双手扣篮，但后来发现自己容易被一撞就飞，还容易受伤，才发现打球也需要健身，才能保护自己。他与歌手周杰伦互为好友，除了是周杰伦的私人健身教练外，他也是吴京、彭于晏、言承旭、林俊杰等明星的健身教练。
2007年10月7日，劉畊宏與女友王婉霏在台北市复兴國小礼堂举行感恩礼拜婚礼，婚後兩人育有一子二女，初期一家五口居住於新北市深坑區，2021年移居中国大陆上海市。2017年，長女刘宇芙（小泡芙）跟随劉畊宏参演湖南卫视製作的综艺节目《爸爸去哪兒第五季》而开始亮相于幕前。其在2018年开设抖音账号，早期内容基本以分享家庭生活的片段为主，偶尔有涉及健身的内容，但也只是简单的科普分享。

2021年12月，刘畊宏签约MCN机构无忧传媒后，开始尝试购物直播。根据抖音数据显示，从2021年12月19日－2022年2月17日，刘畊宏在2个月内直播9场，累计带货665.42万元人民币。由于购物直播的效果并不理想，又因近期中国大陆2019冠状病毒病疫情复发，导致居家健身需求激增，他从2022年2月18日起开始直播健身方面的内容，与妻子王婉霏一起跳自编的《本草纲目》毽子操，以周杰伦歌曲《本草纲目》为背景音乐。首次直播的2小时内共收获24.73万观看人次、涨粉7,956人的直播数据；在2月24日进行的第5场健身直播，观看人次首次突破100万，直播涨粉5.94万。之后刘畊宏开始专注健身直播，近30天内其抖音账号涨粉超过1,000万，累计观看人数接近4,000万，单场人气峰值达到109万。

但在直播初期，刘畊宏因为不小心露出了腋毛，被系统提示“不雅观”而停播。而后在4月7日的一场直播中，身穿贴身背心的刘畊宏因为胸肌太大，被平台误判为「哺乳期」“擦边球”再度被禁，网民也为此吐槽「被坑了」。而第三次被禁的理由是网民在直播间询问好友周杰伦的健康状况，刘畊宏随口说了一句“祝杰伦身体健康”，结果被系统误判涉及医疗健康，被迫下播。为了顺利直播，刘畊宏不得不刮干净腋毛，并且穿起羽绒服来跳操，形容是「我們最後的倔強」。

刘畊宏在抖音的健身直播引发了中国大陆网民的热烈讨论，因前期事件本身的戏剧化和刘畊宏采取的极端处理方式，也让他的健身直播快速走红，被媒体评论为直播界“现象级”博主。而他的健身操引来大量艺人和素人的模仿，包括钟丽缇夫妇、陈浩民、蒋丽莎、田亮與妻子葉一茜一家等，也引来了本人“批改作业”。这也引发了包括消防员、高原战士、医生、学生在内的全民打卡健身热。而练习刘畊宏健身操的女性朋友在网络上也被称为“刘畊宏女孩”，与同时段开设购物直播的淘宝主播李佳琦支持者“李佳琦的美眉”相提并论，网民调侃“两个男人”被女性朋友“人财两空”。不过有网民在跟练后表示出现受伤情况，网络评论则指出任何运动要量力而行。

这一现象也引来中国大陆国务院台湾事务办公室发言人馬曉光的关注，他表示在當前疫情防控形勢下，網路與新媒體為兩岸同胞相互了解、展開交流，提供方便路徑和新的平台，提到的藝人案例就是最好的說明，形容兩岸同胞走親走近是民心所向、大勢所趨，是任何人都阻擋不了的。台湾《旺報》发表社论认为，劉畊宏脫穎而出，其實是「偶然中的必然」，歸根究柢在於「唯真不破」四個字。6月1日，随着上海宣布有序恢复正常生产生活秩序，当天凌晨另一位因封控滞留上海的演员李立群也因此到劉畊宏家中相聚，隨後也與劉畊宏的妻子王婉霏及經紀人、藝人等一同用餐慶祝解封，還一同播放《本草綱目》作为配樂，也跳了段近期热门的健身舞「毽子操」，影片最後劉畊宏還模仿李立群招牌手势「再見」。影片发布后引发网民热议。

2025年2月底，刘畊宏表示其与无忧传媒的合约结束，其社交账号注明的MCN机构改为巨星传奇运营的天赋星球。天赋星球是巨星传奇与刘畊宏共同成立的公司。

## 爭議
- 2012年，劉畊宏花費台幣900萬元在深坑買下屋齡約15年的中古屋大樓，實際坪數達36坪，每坪約要價台幣23萬元，他再另投入200萬元裝潢；當時劉向永豐銀行借貸台幣700萬至800萬元。至2017年9月，劉畊宏以該房屋向華南銀行二次貸款約400多萬元，後再以同間房屋向某位邱姓債權人第三度抵押借貸，因欠邱姓債權人的債務無法如期償還，房子於同年11月初遭法院查封。後這筆查封資料已被撤銷，估計劉畊宏先前向二家銀行借貸的擔保債權金額仍有台幣1,400多萬元[14]。

- 2013年11月30日下午，劉畊宏夫婦在「下一代幸福聯盟」於凱達格蘭大道舉行的「下一代幸福讚出來」遊行活動上，主張家庭是構成社會的基本單位，也是每一個新生命自然誕生的搖籃，由於每個生命都有爸爸與媽媽，所以人們應尊重由一夫一妻組成的婚姻關係與家庭原始定義，不宜在相關配套法條不存在前直接改變《民法》中對婚姻的定義，以避免造成更多混亂。此外，他們主張台灣的每個人都在同一條船上，應該彼此包容與尊重，同性戀族群對接受自己與讓社會接納的過程往往比一般人艱辛，需要更多保護及關懷，可以透過修正其他法條維護同志族群的權益，但對於有可能使傳統家庭倫理崩解的「多元成家」草案持憂心態度[15]。該聯盟亦表示，多元成家將會導致台灣出現生育率下降、多P、亂倫、人獸交等情形[16]。相關言論引起支持同性婚姻者反彈以及LGBT社群的不滿[15][17]。數日後劉畊宏回應表示，自己過去沒歧視同性戀者，未來也不會；劉認為，「多元成家」的法案會讓多男多女在一起，導致婚姻名存實亡，因此自己反對少數團體以同性戀之名鼓勵人們多P、做出錯誤的事情或提倡性解放，對此他不可能妥協。有支持同志運動者認為劉畊宏有歧視同性戀之嫌，而對他大力撻伐[18]。

- 劉畊宏在上海投資餐廳「J Café」，從店名到裝潢讓人誤以為是周杰倫開的店。為怕誤導，周杰倫特囑自己的公司「杰威爾音樂」於2015年10月13日發表聲明，強調對該餐廳絕無任何形式之投資、參與；對於私人照片，因念屬合照者私人所有，不予追究。而劉畊宏也在同日向杰威爾表示，會將門口的周杰倫人形立牌撤走。

- 劉畊宏與妻子王婉霏常上節目分享夫妻生活。2016年12月，王婉霏在節目上表示，由於他們一家五口全部睡在一起，三個小孩睡在夫妻旁邊，夫妻常常行房到一半，孩子容易突然醒來，導致過程不是十分盡興。兩夫妻因王婉霏的子宮肌瘤問題決定避孕，但劉畊宏因為不想被護士看到私密處而拒絕結紮，並且擔心購買保險套時和店員之間會尷尬，羞於自行購買，因此請託擔心他們繼續生小孩的丈母娘協助購買。由於劉畊宏及王婉霏曾以基督徒身分公開反對「多元成家」，此事引起網友各種諷刺和評論[19]。

- 2022年8月30日，辛有志在抖音表示劉畊宏曾經賣過假燕窩。8月31日，劉畊宏發文道歉。[20]
- 2024年9月，有网民发现在“刘畊宏-我们eye旅行”直播间内购买的江西婺源五天四晚跟团行，其宣传中提及入住希尔顿欢朋酒店，但到了目的地却被安排入住维也纳酒店，经工作人员推诿后更换为希尔顿欢朋酒店。9月22日，“刘畊宏-我们eye旅行”直播间表示由于正值旅游旺季，旅行社在希尔顿欢朋酒店满房的情况下，安排客人入住同级别维也纳智好酒店，引起客人不满。该直播间也声明终止与该家线路旅行社的合作[21]。
- 2025年4月1日，刘畊宏因在健身直播中装扮海王角色，遭到系统三次提示被强制关播。次日，刘畊宏在微博表示对直播间的审核标准表示不解。而抖音方面表示其着装过于紧身，存在“不当着装博眼球”的问题。[22]

## 音樂作品

### 個人專輯
| 專輯 # | 專輯名稱              | 發行日期       | 曲目 |
| ------ | --------------------- | -------------- | --- |
| 1st    | 《彩虹天堂》          | 2005年12月23日 | 曲目 1. 彩虹天堂 2. 失落的入場券 3. 心動心痛 4. 心靈交戰 5. 不說 6. 直到最後 7. 因為有你 8. 情畫 9. 西域傳奇 10. 創世紀 11. 依靠(Demo) |
| 2st    | 《天使之城-迦南美地》 | 2007年5月18日  | 曲目 1. 甜蜜柏拉圖 2. 壞朋友 3. 迦南美地 4. 我不完美 5. 碎碎念 6. 天使戰將 7. 受寵 8. 誰來愛我 9. 幸福的距離 10. 什麼是愛 11. 有你在   |

### EP
- 《起初》，2010年4月19日發行

### 單曲
- 2020年 《同一個氣息》
- 2022年 《记得要勇敢》[23]

### 作词
- 《一天一天》（许茹芸专辑）
- 《重伤的汗水》p（动力火车专辑）
- 《地狱天使》（温岚专辑）
- 《回到过去》、《困兽之斗》（周杰伦专辑）
- 《定时炸弹》（康康专辑）
- 《耍花样》（吴宗宪专辑）
- 《我承认》（S.B.D.W专辑）等

## 演出作品

### 電視劇
| 年份 | 頻道           | 劇名                                   | 角色   |
| ---- | -------------- | -------------------------------------- | ------ |
| 1990 | 華視           | 《佳家福》                             | 區達夫 |
| 1992 | 華視           | 《母雞帶小鴨》                         |        |
| 1992 |                | 《媽媽帶我嫁》                         | 克萊   |
|      | 台視           | 《中國民間故事》風塵奇俠               | 白泰官 |
|      | 台視           | 《中國民間故事》血玉玦                 | 白雲飛 |
|      | 台視           | 《中國民間故事》午時三刻               | 妙哥   |
| 1995 | 華視           | 《劉伯溫傳奇》鴛鴦劫（第166集）        | 雷靖   |
| 1996 | 華視           | 《劉伯溫傳奇》夕陽瀝血（第192、193集） | 朱標   |
| 1996 |                | 《夏日午后》                           |        |
| 1999 |                | 《情书》                               | 阿雷   |
| 2001 | 華視           | 《霹靂大夫俏護士》                     | 石震   |
| 2001 | 華視           | 《追夫三人行》                         | 朱冠堂 |
| 2001 | 華視東森戲劇台 | 《貧窮貴公子》                         | 杉浦   |
| 2002 | 八大綜合台     | 《十八歲的約定》                       | 高東俊 |
| 2002 | 華視           | 《流星花園2》                          |        |
| 2004 | 華視           | 《情人看招》                           | 杜傑克 |
|      |                | 《情書緣》                             |        |
| 2010 | 華視           | 《熊貓人》                             |        |
| 2011 |                | 《丑女大翻身》                         |        |

### 電影
- 參演作品

| 年份 | 片名                       | 角色              |
| ---- | -------------------------- | ----------------- |
| 1996 | 《鐵馬騮II之街頭殺手》     | 小春              |
| 1997 | 《女兵报到》               | 班長              |
| 2005 | 《头文字D》                | 岩城清次 (扫把头) |
| 2008 | 《功夫灌篮》               | 李天              |
| 2009 | 《刺陵》                   |                   |
| 2010 | 《苏乞儿》                 |                   |
| 2012 | 《貧民英雄》               |                   |
| 2013 | 《激戰》                   |                   |
| 2013 | 《天台》                   |                   |
| 2020 | 《最強鐵血奶爸》(網絡電影) |                   |

- 監製作品

| 年份 | 片名             | 備註     |
| ---- | ---------------- | -------- |
| 2013 | 《天台》         | 擔任監製 |
| 2020 | 《日後，回家路》 | 擔任監製 |

## 主持作品

### 電視節目
- 《校园美女》
- 《娱乐开讲》
- 《校园Walker》
- 《校园贵公子》
- 《车族传说》
- 《我們EYE旅行》
- 《加油好身材》
- 《超级减肥王》
- 《人生加减法》（任加减学院校长）
- 2017年《爸爸去哪兒第五季》（擔任固定班底）

## 出版作品

### 書籍
| 出版日期  | 書名                   | 出版社                   | ISBN               |
| --------- | ---------------------- | ------------------------ | ------------------ |
| 2002年8月 | 《畊宏的健身書》       | 華人版圖文化事業有限公司 | ISBN 9868016738    |
| 2014年9月 | 《健身。就能改变人生》 | 方智                     | ISBN 9789861753652 |

## 獎項紀錄
| 年份   | 頒獎         | 獎項           | 作品          | 結果 |
| ------ | ------------ | -------------- | ------------- | ---- |
| 2001年 | 第12屆金曲獎 | 最佳重唱組合獎 | 《Wanna FLY》 | 提名 |

## 外部連結
- 痞客邦部落格 （页面存档备份，存于）
- 劉畊宏的新浪微博
- 劉畊宏的Facebook專頁
- 劉畊宏的Instagram帳戶
- 刘畊宏willliu的哔哩哔哩个人空间
- 刘畊宏的抖音账号
- 劉畊宏在互联网电影资料库（IMDb）上的資料（英文）
- 劉畊宏在香港影庫上的簡介
- 劉畊宏在豆瓣上的资料（简体中文）